# Cristiano Ernesto di Stolberg-Wernigerode
Cristiano Ernesto di Stolberg-Wernigerode (Gedern, 2 aprile 1691 – Wernigerode, 25 ottobre 1771) è stato un politico e nobile tedesco, membro del Casato di Stolberg. Dal 1710 al 1771 egli governò la Contea di Wernigerode, nei monti Harz, che nel 1714 divenne un protettorato del Brandeburgo-Prussia.

## Biografia
Cristiano Ernesto era il decimo figlio del conte Luigi Cristiano di Stolberg e della seconda moglie Cristina di Meclemburgo-Güstrow, figlia del duca Gustavo Adolfo.
In base alle ultime volontà e al testamento del padre, stilato il 23 gennaio 1699, Cristiano Ernesto avrebbe ereditato la Contea di Wernigerode, che fino a quel momento era stata governata dallo zio, Ernesto di Stolberg, la foresta di Hohnstein a Sud di Benneckenstein nonché il diritto ad ottenere il distretto di Elbingerode, all'epoca soggetto ad ipoteca. Dopo la morte del padre avvenuta nel 1710, Cristiano Ernesto entrò nei suoi possedimenti sotto la reggenza della madre e da quel momento si fece chiamare Graf zu Stolberg-Wernigerode (Conte di Stolberg-Wernigerode). Egli riportò la sede del ducato a Wernigerode da Ilsenburg, avviando un progetto di rinnovamento del castello di Wernigerode.
Con un accordo (Rezess) del 1714 Cristiano Ernesto venne obbligato a riconoscere la sovranità del Brandeburgo-Prussia sulla Contea di Wernigerode.
Il 21 maggio 1738 emanò un editto di primogenitura con il quale limitava il diritto di ereditare la contea ai discendenti maschi e impediva future ulteriori divisioni territoriali.
Quando il fratello Enrico Augusto morì nel 1748, Cristiano Ernesto ereditò il territorio di Schwarza, in Turingia.
Cristiano Ernesto era un cavaliero dell'Ordine dell'Aquila nera e dell'Ordine de l'Union Parfaite. Dal 1735 al 1745 funse da consigliere privato del cugino per parte materna, re Cristiano VI di Danimarca.
Durante il regno di Cristiano Ernesto vennero portati avanti numerosi cantieri. Il giardino di piacere (Lustgarten) di Wernigerode venne restaurato in stile francese, aggiungendo un'orangerie, e venne costruito il casino di campagna Wolkenhäuschen (capanna nelle nuvole) sul Brocken, la più alta montagna dell'Harz.

## Matrimonio e discendenza
Il 31 marzo 1712 Cristiano Ernesto sposò Sofia Carlotta di Leiningen-Westerburg (22 febbraio 1695 - 10 dicembre 1762), figlia di Giovanni Antonio, conte di Leiningen-Westerburg in Schadeck, e di Cristina Luisa di Sayn-Wittgenstein.
Ebbero un unico figlio, Enrico Ernesto (1716 - 1778), che sposò in prime nozze la contessa Maria Elisabetta II di Promnitz, dalla quale non ebbe discendenza, e in seconde nozze sposò la principessa Cristiana Anna di Anhalt-Köthen (1726 - 1790), figlia del principe Augusto Luigi.